# Hendrik Cornelis Vermaat
Hendrik Cornelis Vermaat (Den Haag, 7 maart 1912 – aldaar, 18 maart 1986) was een Nederlands politicus van de VVD.
Hij werd geboren als zoon van Hendrik Cornelis Vermaat sr. (1876-1944) en Gijsje Christina Huijser (1878-1938). Zijn vader is directeur geweest van de Gemeentelijk Dienst van Haven- en Marktwezen. Zelf werd H.C. Vermaat jr. in juli 1946 de burgemeester van Giessendam. In 1952 volgde zijn benoeming tot burgemeester van Moordrecht. In 1977 ging Vermaat met pensioen en in 1986 overleed hij op 74-jarige leeftijd.